# Antipathes fragilis
Antipathes fragilis är en korallart som beskrevs av Gravier 1918. Antipathes fragilis ingår i släktet Antipathes och familjen Antipathidae. Inga underarter finns listade i Catalogue of Life.